# Virgo-Galaxienhaufen

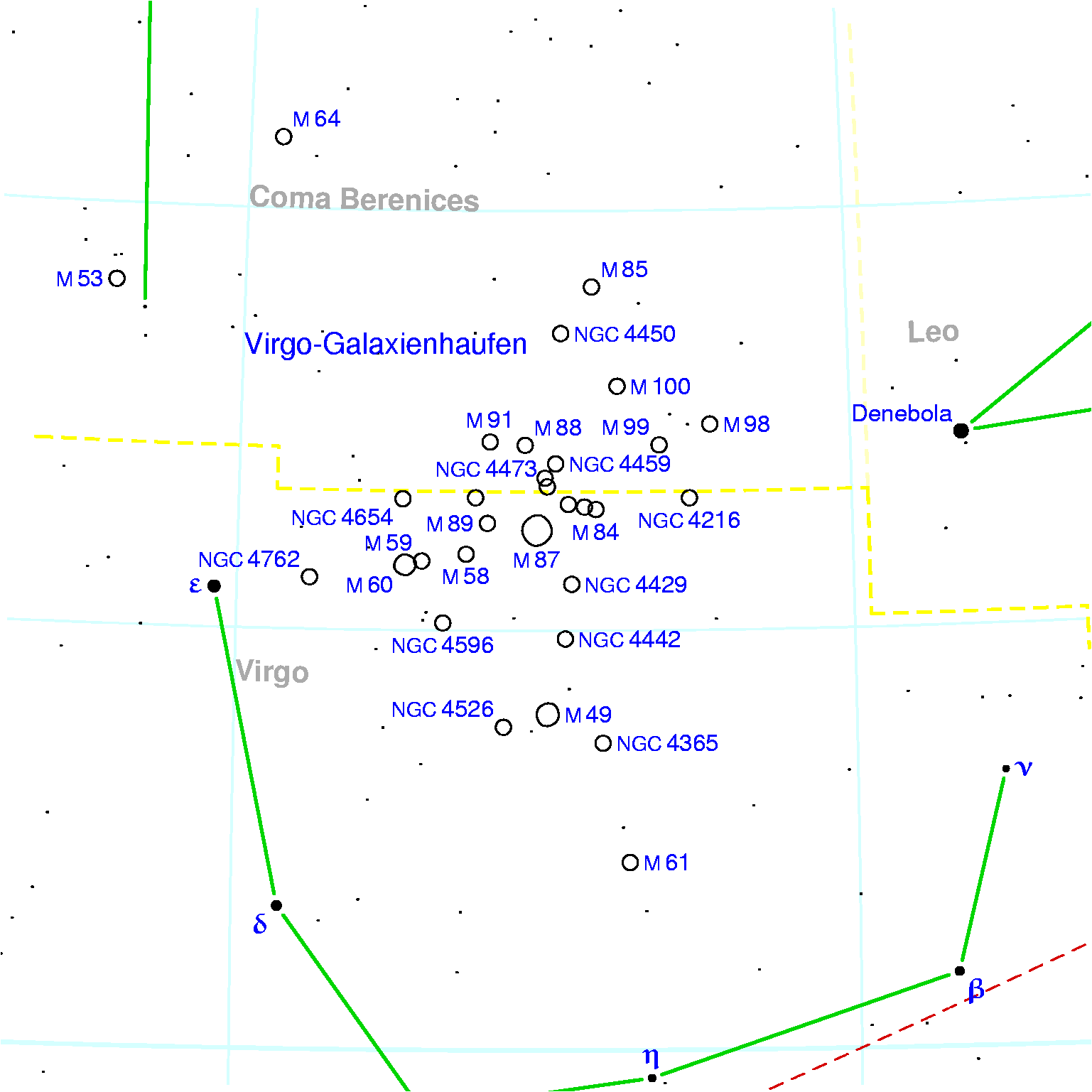
Karte des Sternbilds Jungfrau mit dem Virgo-Galaxienhaufen

Der Virgo-Galaxienhaufen ist ein Galaxienhaufen mit mindestens 1300, vermutlich aber über 2000 Galaxien. Er liegt in Richtung des Sternbilds Jungfrau (Virgo); sein Zentrum ist von der Milchstraße etwa 54 Millionen Lichtjahre entfernt.
Der Haufen bildet ferner das Zentrum des lokalen Superhaufens, der daher auch Virgo-Superhaufen genannt wird. Die Lokale Gruppe – jener Galaxienhaufen, dem die Milchstraße und der Andromedanebel angehören – ist wie der Virgo-Galaxienhaufen Teil dieses Superhaufens, bildet aber eher einen Ausläufer davon.
Knapp nördlich des Virgohaufens, aber weit dahinter, liegt der noch größere Coma-Haufen. Die Zuordnung einzelner Galaxien im Vorder- und Hintergrund gelang aber erst vor einigen Jahrzehnten.

## Entdeckung

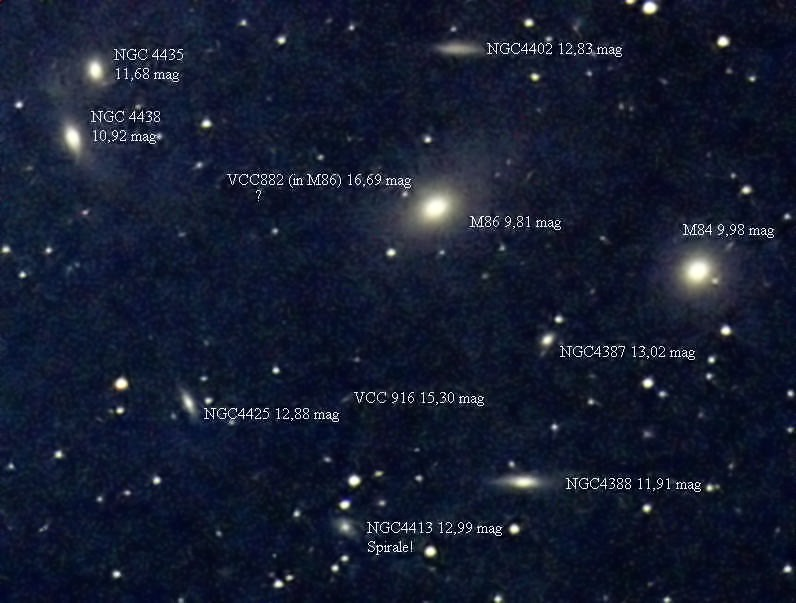
Galaxien im Zentrum des Virgo-Galaxienhaufens mit Namen und scheinbaren Helligkeiten.
Die beiden größten Objekte auf diesem Bild sind die elliptischen Galaxien M84 und M86.

Das erste Mitglied des Virgo-Galaxienhaufens wurde im Februar 1771 von Charles Messier entdeckt. Der französische Astronom hatte begonnen, alle Nebel am Himmel einzumessen, um Verwechslungen mit neuen Kometen vorzubeugen. Heute ist bekannt, dass es sich bei dem nebligen Wölkchen, das Messier damals katalogisierte, um die elliptische Riesengalaxie Messier 49 handelte. Später trug Messier weitere helle Mitgliedsgalaxien des Virgohaufens, die in den Jahren 1779 bis 1781 zum Teil von seinem Freund Pierre Méchain entdeckt worden waren, in seinen Katalog ein. Darunter war die Riesengalaxie Messier 87, die wegen ihrer starken Radiostrahlung auch als Virgo A bekannt ist.
Insgesamt enthält der Messier-Katalog 16 Galaxien, die heute als Mitglieder des Virgohaufens identifiziert sind: M49, M58, M59, M60, M61, M84, M85, M86, M87, M88, M89, M90, M91, M98, M99, und M100. Der März des Jahres 1781 kann daher als der Zeitpunkt der Entdeckung des Galaxienhaufens angegeben werden, denn Messier selbst trug in seinen Notizen hinter dem Eintrag für M91 die folgenden Sätze ein (übersetzt nach Kenneth Glyn Jones):

„Das Sternbild Jungfrau und speziell sein nördlicher Teil ist eines der Sternbilder, das die meisten Nebel enthält. Der Katalog nennt 13, die bestimmt wurden, nämlich die Nummern 49, 58, 59, 60, 61, 84, 85, 86, 87, 88, 89, 90 und 91. All diese Nebel scheinen keine Sterne zu enthalten und sind bei gutem Wetter während des Meridiandurchgangs sichtbar. Auf die meisten dieser Nebel hat mich Herr Méchain aufmerksam gemacht.“

Messier hat also schon damals erkannt, dass diese Nebel eine Gruppe bilden und dass es sich nicht um Sternhaufen handelt. Die Natur der Galaxien als Sternensysteme außerhalb der Milchstraße konnte er, fast 150 Jahre vor der ersten Beobachtung von Einzelsternen im Andromedanebel, natürlich nicht erkennen. Sie klärte sich erst in den 1920er bis 1930er Jahren.
Die helle Sombrerogalaxie M 104, die dieser Gruppe durch ihre Lage am Himmel scheinbar angehört, ist allerdings kein Mitglied des Virgohaufens, da sie wesentlich näher liegt.

## Ausdehnung, Abstand und Morphologie
Am Himmel erstreckt sich der Galaxienhaufen über ein Gebiet von etwa 8 Grad in den Sternbildern Jungfrau und Haar der Berenike. Durch das Hubble Space Telescope gelang es im Jahre 1994 erstmals Cepheiden in Mitgliedern des Virgohaufens aufzulösen. Mittels der Perioden-Leuchtkraft-Beziehung dieser Sterne gelang damit eine genaue Abstandsmessung von 65 Millionen Lichtjahren, so dass daraus ein ungefährer Durchmesser der Gruppe von etwa 9 Millionen Lichtjahren errechnet werden kann. Wie alle Galaxienhaufen ist der Virgo-Haufen aber nicht als abgeschlossenes System mit einer klar definierten Grenze zu verstehen. Die Ausläufer des Haufens gehen vielmehr nahtlos in die Großstruktur des Superhaufens über, und die hier angegebene Ausdehnung bezieht sich daher nur auf den Bereich der helleren Galaxien.
Der Haufen besteht aus einer durchschnittlichen Mischung von Spiralgalaxien und elliptischen Galaxien. Die Spiralgalaxien verteilen sich allerdings über ein zigarrenförmiges (prolates) Ellipsoid, das etwa viermal so lang wie breit ist und vermeiden das Zentrum des Haufens. Dies ist eine typische Erscheinung in stark bevölkerten Galaxienhaufen, da die Spiralstruktur im dichten Zentrum des Haufens durch starke Gezeitenkräfte zerstört wird.
Die elliptischen Galaxien verteilen sich dagegen symmetrischer und verdichten sich zum Zentrum des Haufens stark. Der zentrale Bereich beinhaltet die drei elliptischen Riesengalaxien M 49, M 60 und M 87. Die größte dieser drei Galaxien, M 87, ist etwa 10-mal so groß wie die anderen beiden und hat eine Masse von etwa 6 Billionen Sonnenmassen innerhalb eines Radius von 50 kpc.
Die Verteilung aller bekannten Galaxien des Haufens des zentralen Bereichs weist kein eindeutig definiertes Zentrum auf. Die drei Riesengalaxien bilden vielmehr die Mittelpunkte von Untergruppen: Haufen A um M87 im geometrischen Zentrum des Haufens ist die mit Abstand größte dieser Gruppen mit etwa 100 Billionen Sonnenmassen, bzw. die gut 300-fache Masse der Milchstraße, Haufen B um M 49 im Süden bildet ein auffälliges Unterzentrum und Haufen C um M 60 ist schließlich eine vergleichsweise kleine Gruppe im Osten von Haufen A. Die große Untergruppe Haufen A zerfällt dabei wiederum auffällig in zwei Teile: die Hauptgruppe um den Riesen M 87 und eine kleinere Gruppe um M 84 und M 86, die mit einigen anderen hellen Galaxien eine lineare Struktur bilden, die nach ihrem Entdecker Markarjansche Kette genannt wird. (Der Anfang der Markarjanschen Kette mit M 84, M 86 und dem Paar NGC 4435 und NGC 4438 ist im obigen Bild zu sehen.) Neben den drei großen Untergruppen bilden die weiter außen liegenden Spiralgalaxien mit ihren Begleitern physikalische Unterstrukturen. Ein typisches Beispiel hierfür ist die Spiralgalaxie M100 weit nördlich des Zentrums.
Die Gesamtmasse des Galaxienhaufens kann mit dem sogenannten Virialsatz der Himmelsmechanik und modernen Erweiterungen dieses Satzes aus den Pekuliargeschwindigkeiten, d. h. aus den Abweichungen der Einzelgeschwindigkeiten der Mitglieder gegenüber dem Schwerpunkt, berechnet werden. Da diese Pekuliargeschwindigkeiten z. T. sehr hoch sind (bis zu 1600 km/s im Falle der Galaxie IC 3258) erhält man so einen Wert für die Gesamtmasse, der mit etwa 1,2 Billiarden Sonnenmassen deutlich über dem Wert liegt, den man aus einer Zählung und Gewichtung der Galaxien nach Leuchtkraft erwarten würde. Dieser Effekt wurde zuerst 1936 von Sinclair Smith beobachtet und ist damit einer der ersten Hinweise auf die Existenz von dunkler Materie.
Wie bereits erwähnt, bilden Galaxienhaufen keine echten abgeschlossenen Untersysteme. Es gibt Anzeichen dafür, dass sich z. B. die zigarrenförmige Struktur der Spiralgalaxien des Virgo-Haufens noch weiter ausdehnt und eventuell sogar in Ausläufern bis in den Coma-Galaxienhaufen, Zentrum des benachbarten Superhaufens, reicht. Filamentartige Ausläufer derselben Struktur scheinen sich auch bis in den Bereich der Coma-Sculptor-Wolke zu ziehen, die die Lokale Gruppe beinhaltet.

## Virgo Infall
Die Masse des Virgo-Haufens führt zu einer gravitativen Anziehung der restlichen Galaxien des lokalen Superhaufens. Die Tatsache, dass die Lokale Gruppe Teil des Virgo-Superhaufens ist, führt dazu, dass die gravitative Anziehung des Virgo-Haufens sich mit dem allgemeinen kosmologischen Hubblefluss überlagert. Die kosmologische Rotverschiebung der Galaxien des Virgohaufens ist daher mit etwa 1000 km/s deutlich geringer, als man es bei der gegebenen Entfernung erwarten würde. Mit einem modernen Wert für die Hubble-Konstante H0=73 km/s/Mpc wären etwa 1400 km/s zu erwarten – dieser Wert wird z. B. vom mit etwa 60 Mio. Lichtjahre fast gleich weit entfernten masseärmeren Fornax-Galaxienhaufen ziemlich genau erreicht. Die Differenzgeschwindigkeit zwischen dem Hubblefluss und der tatsächlichen Geschwindigkeit der Lokalen Gruppe entspricht einer relativen Bewegung auf den Virgo-Haufen zu und trägt die englische Bezeichnung Virgo Infall.
Dem Virgo Infall überlagert ist die Bewegung des Virgo-Haufens als Zentrum des lokalen Superhaufens selbst. Der Virgo-Haufen bewegt sich auf den Hydra-Centaurus-Superhaufen zu, und der Gesamtkomplex aller benachbarten Superhaufen wird schließlich in Richtung des Großen Attraktors gezogen, dessen Zentrum der Norma-Galaxienhaufen bildet. Die Geschwindigkeitsvektoren all dieser Bewegungen addieren sich zu einer Gesamtgeschwindigkeit der Lokalen Gruppe von etwa 600 km/s in eine Richtung zwischen Virgo-Haufen und Großem Attraktor.

## Galaxien im Virgohaufen
Es gibt etwa 30 Galaxien im Virgohaufen, die heller als die 10,5te Größenklasse sind:
| Galaxie         | Typ    | Mag./mag |
| --------------- | ------ | -------- |
| NGC 4192 = M98  | SbI-II | 10,13    |
| NGC 4216        | SbII   | 9,98     |
| NGC 4254 = M99  | ScI    | 9,84     |
| NGC 4303 = M61  | ScI    | 9,67     |
| NGC 4321 = M100 | ScI    | 9,37     |
| NGC 4365        | E2     | 10,5     |
| NGC 4374 = M84  | S0     | 9,27     |
| NGC 4382 = M85  | S0     | 9,22     |
| NGC 4406 = M86  | S0     | 9,18     |
| NGC 4429        | S0     | 10,16    |
| NGC 4438        | SBa    | 10,08    |
| NGC 4442        | E5p    | 10,48    |
| NGC 4450        | Sb     | 10,12    |
| NGC 4459        | E2     | 10,40    |
| NGC 4472 = M49  | E4     | 8,37     |

| Galaxie           | Typ   | Mag./mag |
| ----------------- | ----- | -------- |
| NGC 4473          | E4    | 10,22    |
| NGC 4477          | S(B)a | 10,42    |
| NGC 4486 = M87    | E1    | 8,62     |
| NGC 4501 = M88    | Sb+I  | 9,52     |
| NGC 4526          | E7    | 9,64     |
| NGC 4535          | S(B)c | 9,82     |
| NGC 4548 = M91(?) | SBb   | 10,19    |
| NGC 4552 = M89    | E0    | 9,81     |
| NGC 4569 = M90    | Sb+   | 9,48     |
| NGC 4579 = M58    | Sb    | 9,78     |
| NGC 4596          | SBa   | 10,48    |
| NGC 4621 = M59    | E3    | 9,79     |
| NGC 4654 = IC3708 | ScII  | 10,46    |
| NGC 4649 = M60    | E1    | 8,83     |
| NGC 4762          | SB0   | 10,22    |